# 오로나

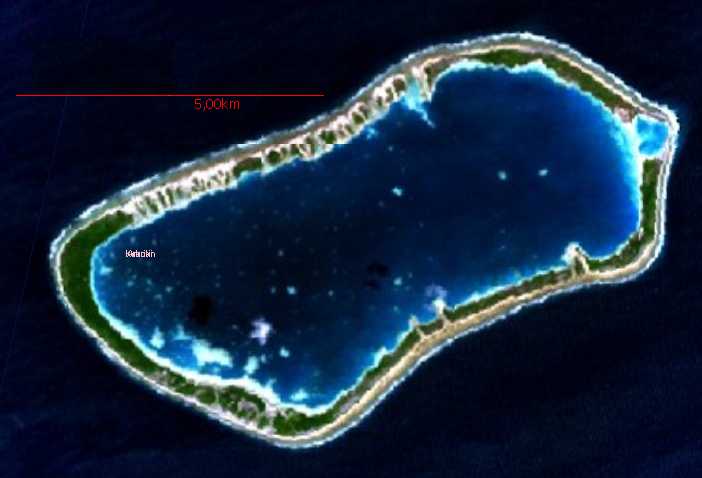
오로나

오로나(Orona)는 태평양 중서부에 위치한 키리바시의 환초로, 피닉스 제도에 속한다.

## 갤러리

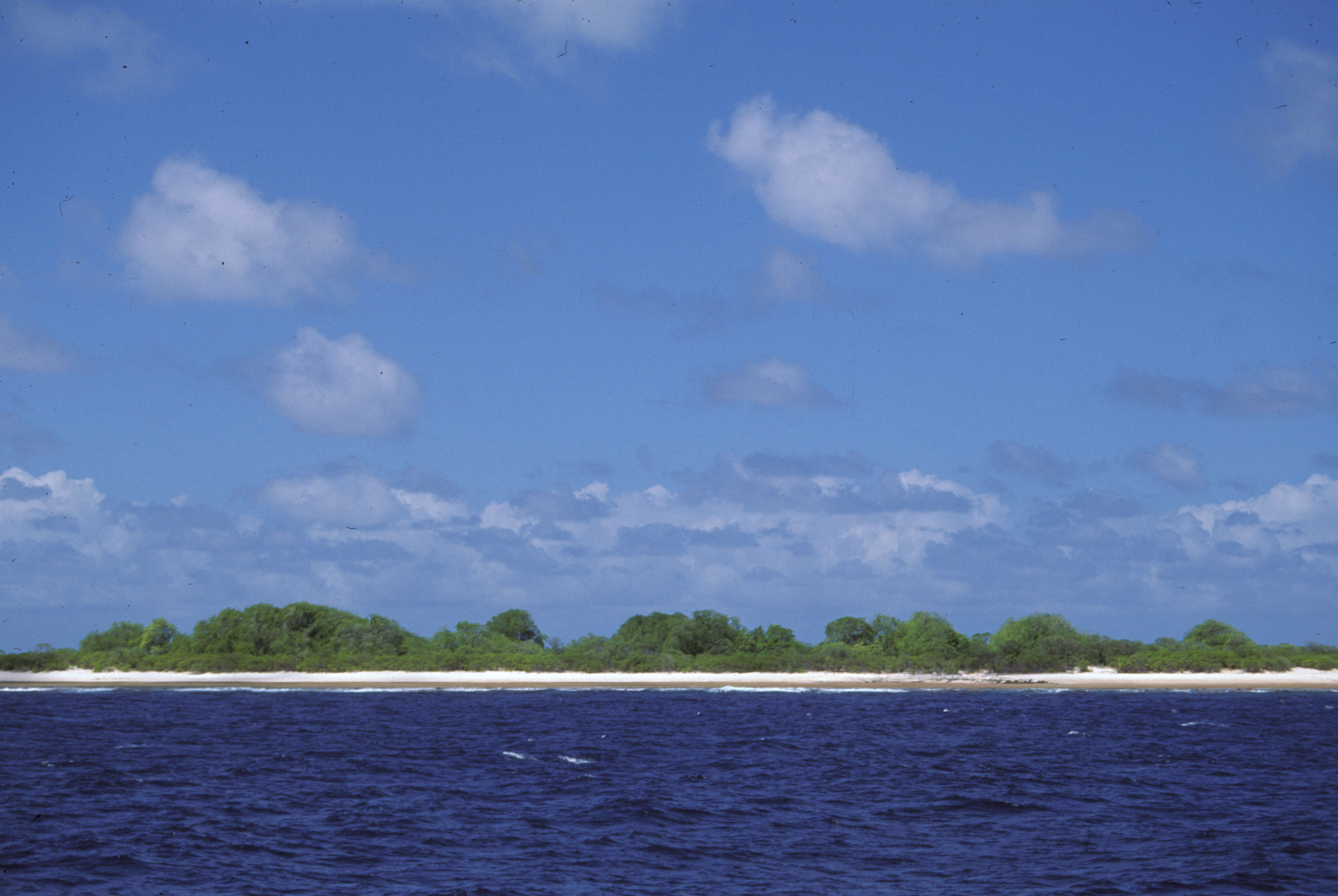
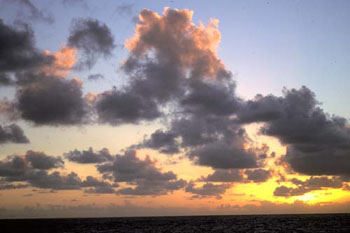
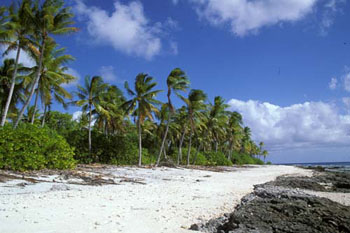
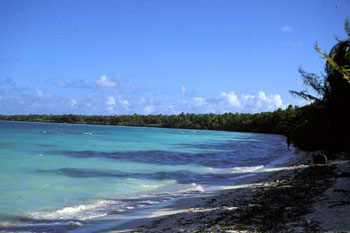
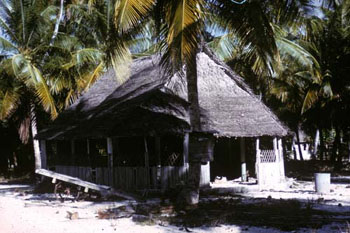